# یونس سرمستی
یونس سرمستی دیزجی (زاده ۱۳۷۳ ملکان، آذربایجان شرقی) دارنده مدال برنز مسابقات آسیایی ۲۰۱۵ دوحه در قطر و یکی از اعضای تیم ملی در جام جهانی کشتی آزاد ۲۰۱۵ در لس آنجلس بود. از دیگر عناوین کسب شده توسط سرمستی می‌توان به قهرمانی جوانان جهان در سال ۲۰۱۳ و قهرمانی جام غلامرضا تختی در سال ۱۳۹۴ و ۱۳۹۵و ۱۳۹۶ اشاره کرد. همچنین وی اولین و تنها کشتی‌گیر در تاریخ آذربایجان شرقی است که موفق به کسب مدال طلای جهان شد. وی همچنین دانشجوی ارشد در رشته مدیریت تربیت بدنی نیز می‌باشد.

## فعالیت حرفه‌ای

### قهرمانی جوانان جهان ۲۰۱۳
پس از استراحت در دور اول در دور دوم توماس اوگونوفسکی از لهستان را با نتیجه ۹- صفر شکست داد. وی در دور دوم با نتیجه ۱۳–۵ روسلان شورخایف از آذربایجان را مغلوب کرد و به مرحله نیمه نهایی راه یافت. سرمستی در این مرحله با نتیجه ۹ - صفر آرتاک هوانسیان از ارمنستان را شکست داد و به دیدار فینال راه یافت. وی در دیدار پایانی مقابل اسماعیل موسکایف از روسیه در یک کشتی جذاب و دیدنی با نتیجه ۱۲ بر ۹ به برتری دست یافت و صاحب گردن آویز طلا شد

### قهرمانی آسیا ۲۰۱۵
پس از استراحت در دور اول در دور دوم مقابل ژیای مودی از چین با نتیجه ۹ بر ۷ به پیروزی رسید. وی در دور بعد و در مرحله نیمه نهایی مقابل سامات ندیربک از قرقیزستان شکست خورد و راهی دیدار رده‌بندی شد. وی برای کسب مدال برنز در حالی که با نتیجه ۴ بر صفر از ندیرجان صفراف از ازبکستان پیش بود با ضربه فنی این حریف را شکست داد و به مقام سوم رسید.

### قهرمانی آسیا ۲۰۱۸
در وزن ۵۷ کیلوگرم یونس سرمستی در ابتدای کار حریفی از ترکمنستان و سپس آزادکار ژاپنی را با اختلاف شکست داد و راهی نیمه نهایی شد. وی در این مرحله به مصاف حریفی از هند رفت و در یک کشتی پر افت و خیز و حساس نتیجه را ۱۰ بر ۸ واگذار کرد تا از راهیابی به فینال بازماند. سرمستی در شرایطی مغلوب حریف شد که تا ۳ ثانیه پایانی کشتی به نتیجه ۸ بر ۸ پیروز میدان بود اما در یک غافلگیری اسیر زیرکی حریف شد و باخت. البته سرمستی در دیدار رده بندی هم کشتی نه چندان دلچسبی برابر حریف مغول گرفت و در نهایت با شکست مقابل حریف به عنوان پنجمی بسنده کرد.

### بازیهای همبستگی کشورهای اسلامی ۲۰۱۷
سرمستی در دور نخست با نتیجه ۱۲ بر صفر محمد خرابشه از اردن را شکست داد ودر دور بعد مقابل ژاندوس اسماعیل اف از قزاقستان با نتیجه ۱۲ بر ۵ (ضربه فنی) مغلوب شد و به گروه بازنده ها رفت. سرمستی در این گروه با نتیجه ۱۰ بر صفر علی الشبامی از یمن را شکست داد و راهی دیدار رده بندی شد. در دیدار رده بندی سرمستی با نتیجه ۱۰ بر صفر به نودیرجان صفراف از ازبکستان باخت و پنجم شد.